# Константиновка (Пензенский район)
Константиновка — село в Пензенском районе Пензенской области России. Входит в состав Саловского сельсовета.

## География
Село находится в центральной части Пензенской области, в пределах Приволжской возвышенности, в лесостепной зоне, на правом берегу реки Вязовки, на расстоянии примерно 37 километров (по прямой) к северо-западу от села Кондоль, административного центра района. Абсолютная высота — 165 метров над уровнем моря.

### Климат
Климат характеризуется как умеренно континентальный, с умеренно холодной продолжительной зимой и относительно тёплым летом. Средняя температура воздуха самого тёплого месяца (июля) — 18,8 °C (абсолютный максимум — 40 °C); самого холодного (января) — −13 — −12 °C (абсолютный минимум — −47 °C). Безморозный период длится от 117 до 133 дней. Среднегодовое количество атмосферных осадков варьируется от 467 до 604 мм, из которых большая часть выпадает в тёплый период.

### Часовой пояс
Село Константиновка, как и вся Пензенская область, находится в часовой зоне МСК (московское время). Смещение применяемого времени относительно UTC составляет +3:00.

## Население
| 1747  | 1782 | 1864 | 1877  | 1897  | 1911  | 1926  |
| ----- | ---- | ---- | ----- | ----- | ----- | ----- |
| 650   | ↗895 | ↘881 | ↗1061 | ↘890  | ↗1059 | ↗1067 |
| 1930  | 1939 | 1959 | 1979  | 1989  | 1996  | 2002  |
| ↘1057 | ↘795 | ↘361 | ↗834  | ↗1215 | ↗1288 | ↘1236 |
| 2010  |      |      |       |       |       |       |
| ↘1163 |      |      |       |       |       |       |

### Национальный состав
Согласно результатам переписи 2002 года, в национальной структуре населения русские составляли 90 % из 1236 чел.